# لوستر

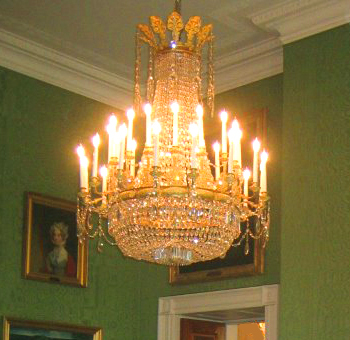

لوستِر (به فرانسوی: Lustre)یا نورافشان وسیله‌ای برای نگه‌داشتن یک یا چند لامپ است که معمولاً به صورت ثابت بر سقف یا روی دیوار نصب می‌گردد. بعضی از لوسترها با ده‌ها لامپ و منشور بلوری مزین می‌شوند. بزرگترین لوستر کریستالی جهان، هدیه‌ای از طرف ملکه ویکتوریا بود که اکنون در کاخ دلمه‌باغچه در استانبول قرار دارد. این لوستر ۷۵۰ لامپ دارد و وزن آن ۴٫۵ تن است. دولما باغچه دارای بزرگترین کلکسیون لوسترهای کریستال بریتانیایی و باکارا در جهان است.
چِلچراغ (چهل‌چراغ) معمولاً به لوسترهای بسیار بزرگ گفته می‌شود که در اماکن زیارتی مورد استفاده هستند.
لوسترها در بیش از ۱۲ دسته‌بندی مختلف به بازار عرضه می‌شوند که در این بین می‌توان به لوسترهای بزرگ، لوستر سقفی، لوستر آشپزخانه، لوستر مدرن، لوستر کلاسیک، لوستر آویز و… اشاره کرد.
از نگاه ادبی ،Chandelier از واژه ی فرانسوی “Chandelle” مشتق شده است. این به معنای “شمع نگهدار” است که در ابتدا همین طور هم بوده است.

#### تلفظ صحیح در زبان فارسی
در زبان فارسی واج ها طبق قاعده این زبان در کنار هم قرار می گیرند و تکواژها و واژه ها را می سازند. یکی از این قواعد واجی آن است که دو صامت بدون واسطه مصوت هم می توانند در کنار هم قرار بگیرند اما بیشتر از آن نمی توانند بدون واسطه در کنار هم قرار گیرند؛ چون تلفظ آن برای فارسی زبانان دشوار است.
مانند «رَفت» که از یک صامت ر + یک مصوت کوتاه + دو صامت ف و ت ساخته شده است.
البته این برای دستگاه گفتاری زبان فارسی است و در زبان های دیگر دنیا ممکن است که سه صامت یا حتی بیشتر هم بدون واسطه  یک مصوت هم در کنار هم بیایند؛ مانند زبان فرانسوی. همین کلمه لوستر را در زبان فرانسوی با ساکن تلفظ می کنند (سه صامت در کنار هم) اما چون با قواعد واجی زبان فارسی هم خوانی ندارد، باید آن را با کسره تلفظ کنیم (لوستِر) تا از یک هجا آن را به دو هجا تبدیل کنیم (لوس/تِر).

#### تاریخچه
در دوره بیزانس از لوسترها به‌عنوان نگهدارنده منبع‌های نوری مانند شمع استفاده می‌شد و به پلی کندلا (به انگلیسی: polycandela) معروف بودند. در اواخر دوره باستان و تکامل بیشتر در اوایل قرون وسطی، پلی کندلا در مکان‌هایی مانند کلیساها، کنیسه‌ها و خانوارهای اشرافی استفاده شد و شک یک قاب برنزی یا آهنی را به خود گرفت که تعداد مختلفی از پیاله‌ها کروی شکل شیشه‌ای را در خود جای می‌داد. یک فتیله و پر از روغن.
اولین لوسترهای شناخته شده حدود قرن ۱۴ میلادی به وجود آمدند. این لوستر ها طراحی ساده داشتند : دو تیر چوبی که صلیبی را شکل می دادند. و البته پاشنه ای در هر انتها که شمع را نگه می داشت. با این که مانند طراحی های آینده پر زرق و برق نبودند، اجزا و نوع ایده هنوز مورد استفاده است. به غیر از استفاده اصلی شان که در کلیسا ها،صومعه ها و مکان های جمعی بزرگ بود، هزینه ی (بالای) آن ها باعث می شد فقط افراد ثروتمند از عهده ی خرید و نگهداری لوستر بر آیند.
اولین لوسترهای شمعی توسط ثروتمندان در قرون وسطی استفاده شد. این نوع لوستر را می‌شد به اتاق‌های مختلف منتقل کرد. از قرن پانزدهم، اشکال پیچیده‌تر لوسترها، بر اساس طرح‌های حلقه یا تاج، به ویژگی‌های تزئینی رایج در کاخ‌ها و خانه‌های اشراف، روحانیون و تجار تبدیل شدند. قیمت بالای آنها لوسترها را به نمادی از تجمل و موقعیت تبدیل کرده‌است.
در اوایل قرن هجدهم، فرم‌های برنز طلایی ریخته‌گری‌شده پرآذین با بازوهای بلند و منحنی و شمع‌های فراوان در خانه‌های بسیاری از طبقه بازرگانان در حال رشد وجود داشت. نقوش نئوکلاسیک بیشتر در فلزات ریخته‌گری و همچنین در چوب‌های کنده‌کاری و طلاکاری شده به یک عنصر رایج تبدیل شد. لوسترهای ساخته شده در این سبک نیز به شدت بر زیبایی‌شناسی یونان و روم باستان، ترکیب خطوط تمیز، تناسبات کلاسیک و موجودات اساطیری کشیده شده‌است. پیشرفت‌ها در شیشه‌سازی بعداً باعث تولید ارزان‌تر کریستال سرب شد که خواص پراکندگی نور آن به سرعت آن را به شکل محبوب تبدیل کرد و منجر به ایجاد لوستر شیشه‌ای برش خورده شد که از حدود سال ۱۷۵۰ تا حداقل ۱۹۰۰ غالب بود.
همان طور که در گذر زمان متریال ها و روش های تولید بهبود یافت، ذات پر ذرق و برق  لوستر نیز پیشرفت کرد. با بهره مندی از گستره ای از چوب (که در لوستر اصیل مورد استفاده بود) تا فلز، کریستال و شیشه، لوستر ها سریعا به نمادهای منزلت و اعتبار تبدیل شدند – نه تنها صرفا با حضور خود، بلکه همین طور بر پایه ی طراحی و ریزه کاری های شان.
در طول قرن هجدهم، لوسترهای شیشه‌ای توسط شیشه سازان بوهمیایی و ونیزی که هر دو در هنر ساختن لوستر استاد بودند، تولید می‌شدند. سبک بوهمی تا حد زیادی در سراسر اروپا موفقیت‌آمیز بود و بزرگ‌ترین امتیاز آن فرصتی بود برای به دست آوردن شکست نور تماشایی به دلیل وجوه و اریب منشورهای کریستالی.
در واکنش به این سلیقه جدید، کارخانه‌های شیشه ایتالیایی در مورانو انواع جدیدی از منابع نور هنری را ایجاد کردند. از آنجایی که شیشه مورانو برای شکل‌دادن مناسب نبود، کارهای معمولی که در آن زمان در کشورهای دیگر که از کریستال استفاده می‌شد انجام می‌شد، شیشه سازان ونیزی بر کیفیت منحصر به فرد شیشه خود تکیه کردند. ویژگی‌های معمولی لوستر مورانو، شکل‌های عربی پیچیده‌ای از برگ‌ها، گل‌ها و میوه‌ها است که با شیشه‌های رنگی غنی‌تر می‌شوند و با نوع خاصی از شیشه‌های مورد استفاده در مورانو امکان‌پذیر می‌شوند. شیشه سودا (مشهور به دلیل شفافیت) که آنها با آن کار می‌کردند منحصر به فرد بود و با سایر شیشه‌های تولید شده در جهان در آن زمان در تضاد بود. برای پیچاندن و شکل‌دادن دقیق یک لوستر به مهارت و زمان زیادی نیاز بود.
این نوع جدید از لوستر، برای تزیینات خاص گل‌های پلی‌کروم لعابدار، سیوکا (به معنای واقعی "دسته گل") نامیده می‌شود. مجلل‌ترین آنها شامل یک قاب فلزی پوشیده از عناصر کوچک در شیشه دمیده، شفاف یا رنگی، با تزئینات گل، میوه و برگ بود، در حالی که مدل‌های ساده‌تر دارای بازوهایی بودند که با قطعات شیشه‌ای منحصر به فرد ساخته شده بودند. شکل آنها از یک مفهوم اصلی معماری الهام گرفته شده‌است: فضای داخل تقریباً خالی است، زیرا تزئینات در اطراف نقطه مرکزی پخش شده‌است و بازوها از آن فاصله دارند. یکی از کاربردهای رایج لوسترهای عظیم مورانو، نورپردازی داخلی سالن‌ها و اتاق‌های کاخ‌های مهم بود.
در اواسط قرن نوزدهم، با توجه به رواج استفاده از گاز برای روشنایی، وسایل سقفی منشعب به نام گازوئیر (مرکب از دو واژه گاز و لوستر) تولید شد و بسیاری از لوسترهای شمعی به گازی تبدیل شدند. در دهه ۱۸۹۰، با ظهور برق، برخی از لوسترها هم از گاز و هم از برق استفاده می‌کردند. با گسترش توزیع برق و قابل اعتماد شدن منابع آن، لوسترهای فقط برقی استاندارد شدند. لوسترهای جدید دارای لامپ‌هایی هستند که برای ایجاد شباهت به شمع، شبیه آن ساخته می‌شوند و به آن‌ها لامپ شمعی می‌گویند. لوسترهای امروزی پیچیده‌تر از مدل‌های قدیمی هستند اما دیگر نمادی از تجمل و ثروت نیستند.

#### معروف‌ترین لوسترهای جهان
لوسترهای معروف و قدیمی زیادی در جهان ساخته شده‌اند که بیشتر آن‌ها را در کلیساها و کاخ‌ها نصب شده‌اند.
- Bath Assembly Rooms، انگلستان
- buckingham palace، لندن
- Dolmabahçe Palace، استانبول
- V&A Museum، لندن
- Escalator Hall، لندن
- Paris Opera House
- Chandelier Bar، وگاس
- Brighton Pavilion، انگلیس
- Metropolitan Opera House، نیویورک

## نگارخانه

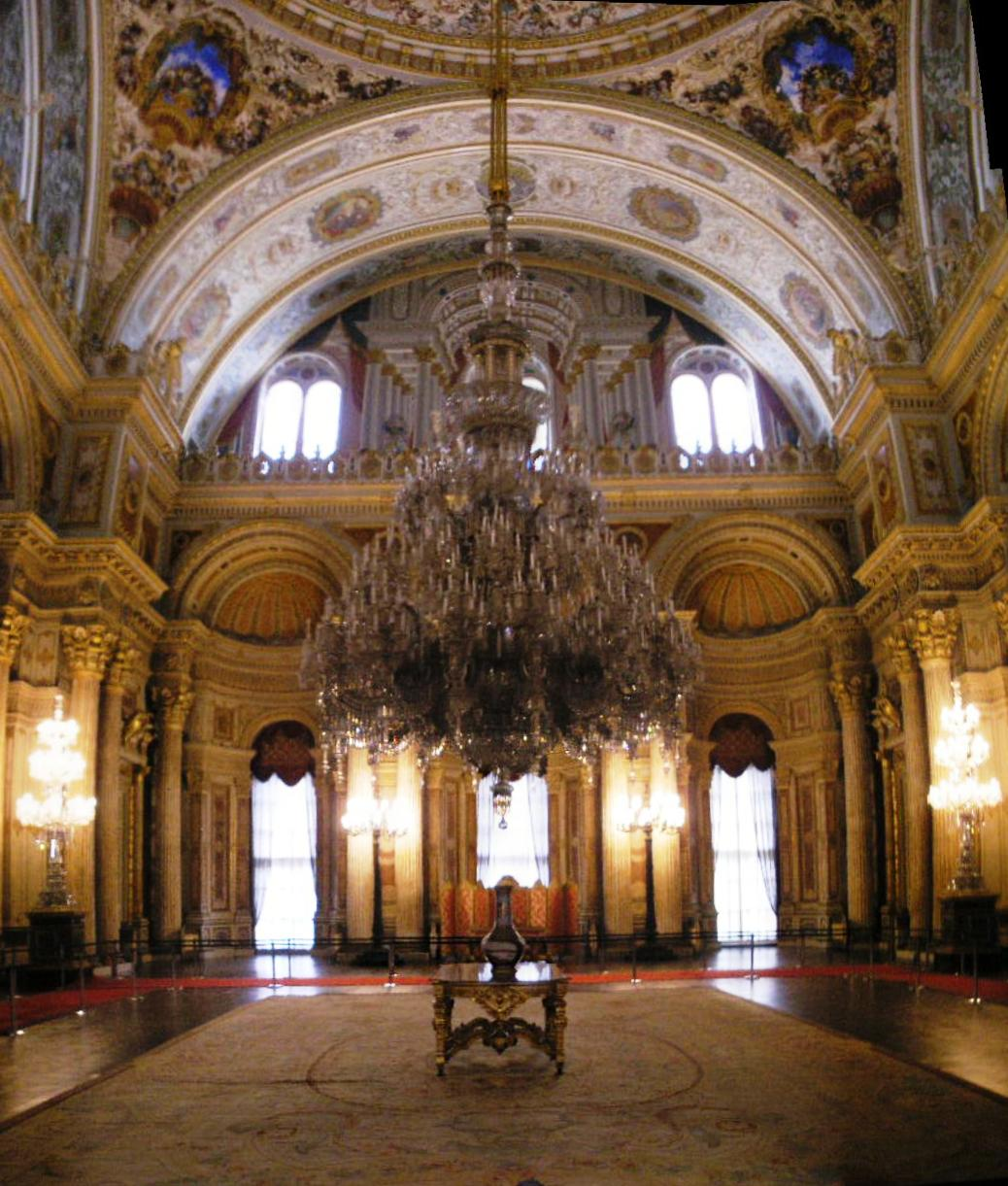
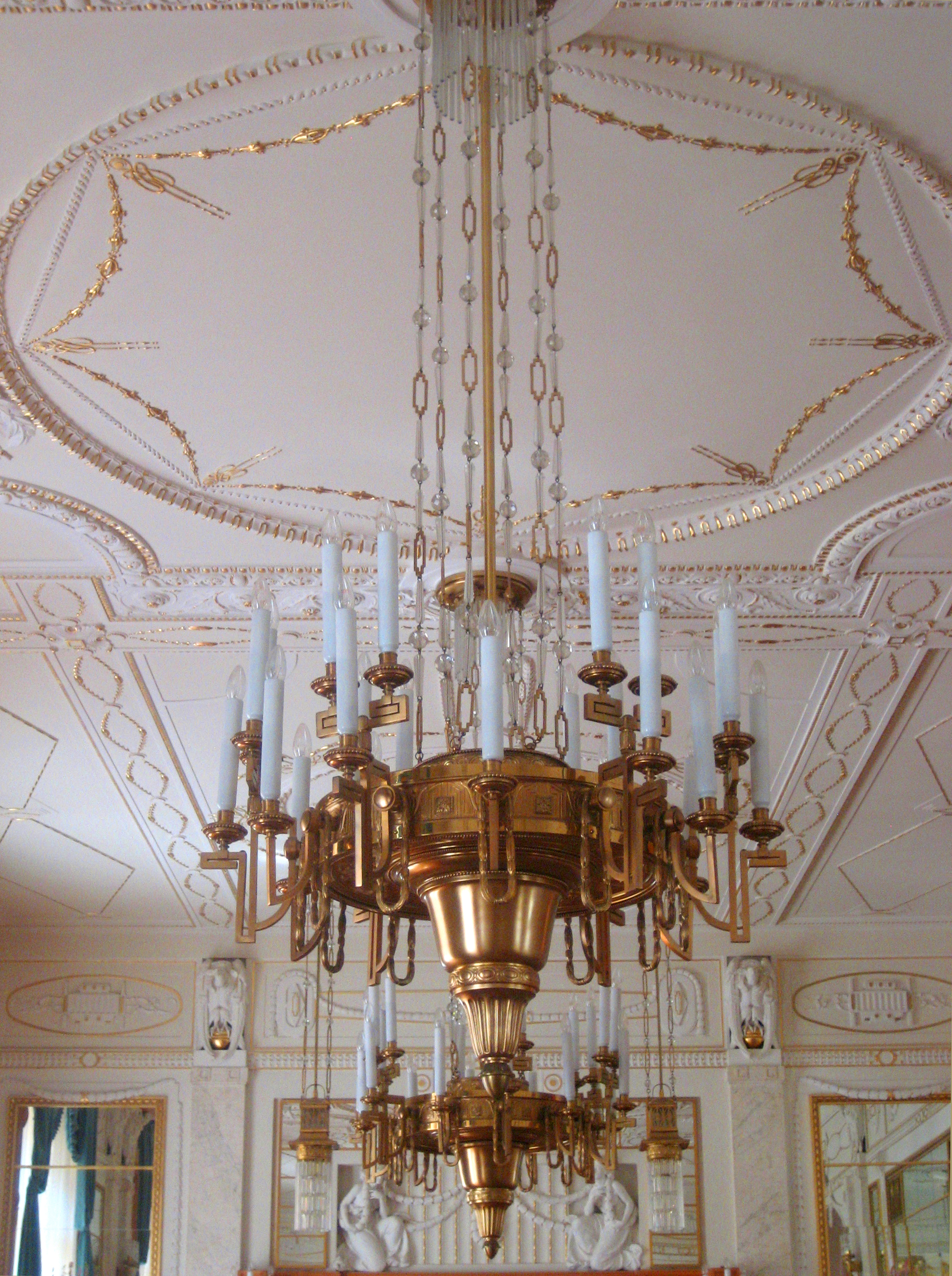
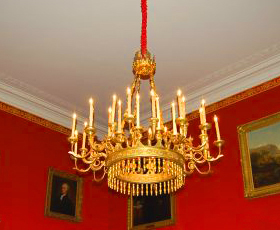
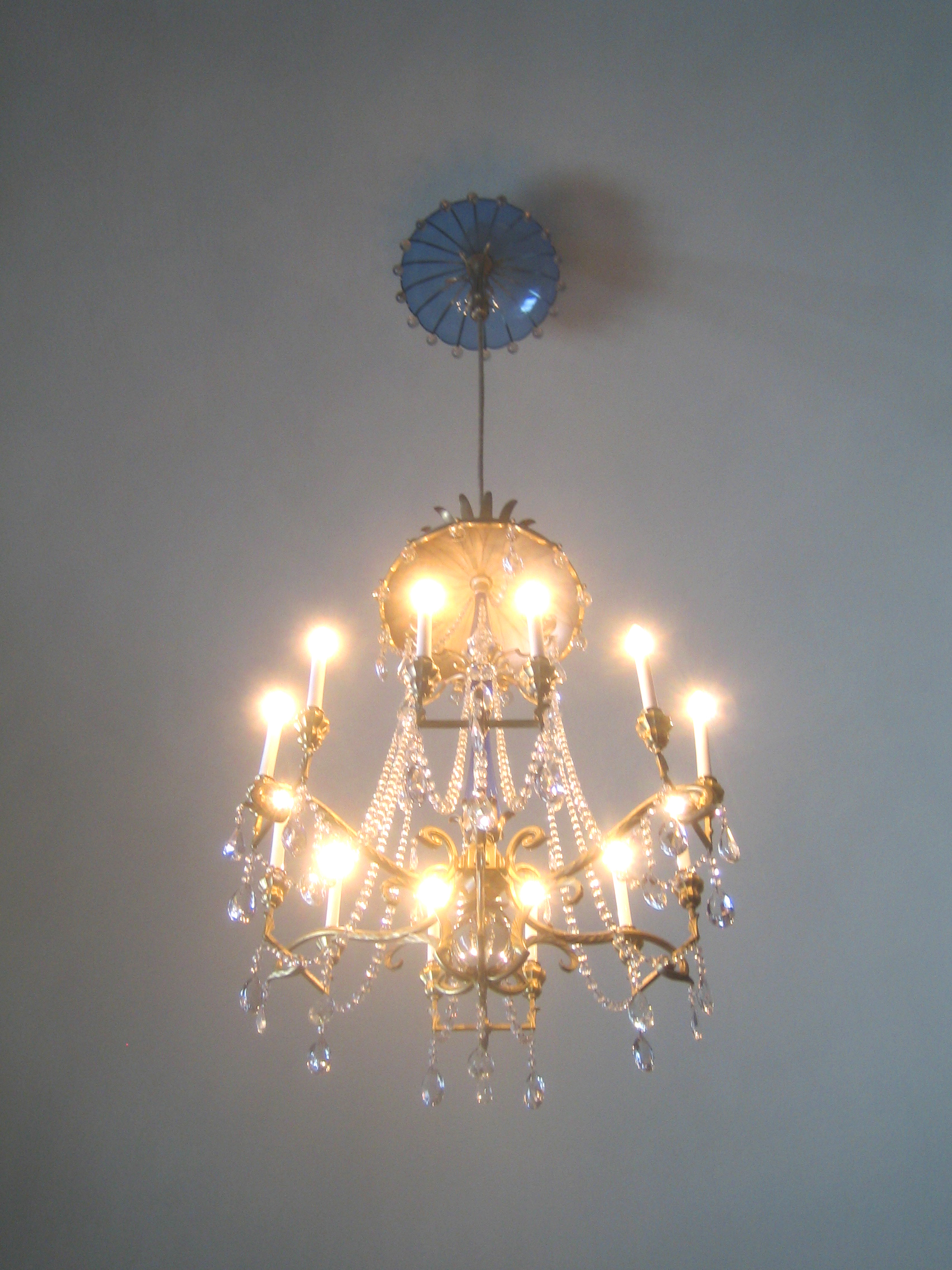
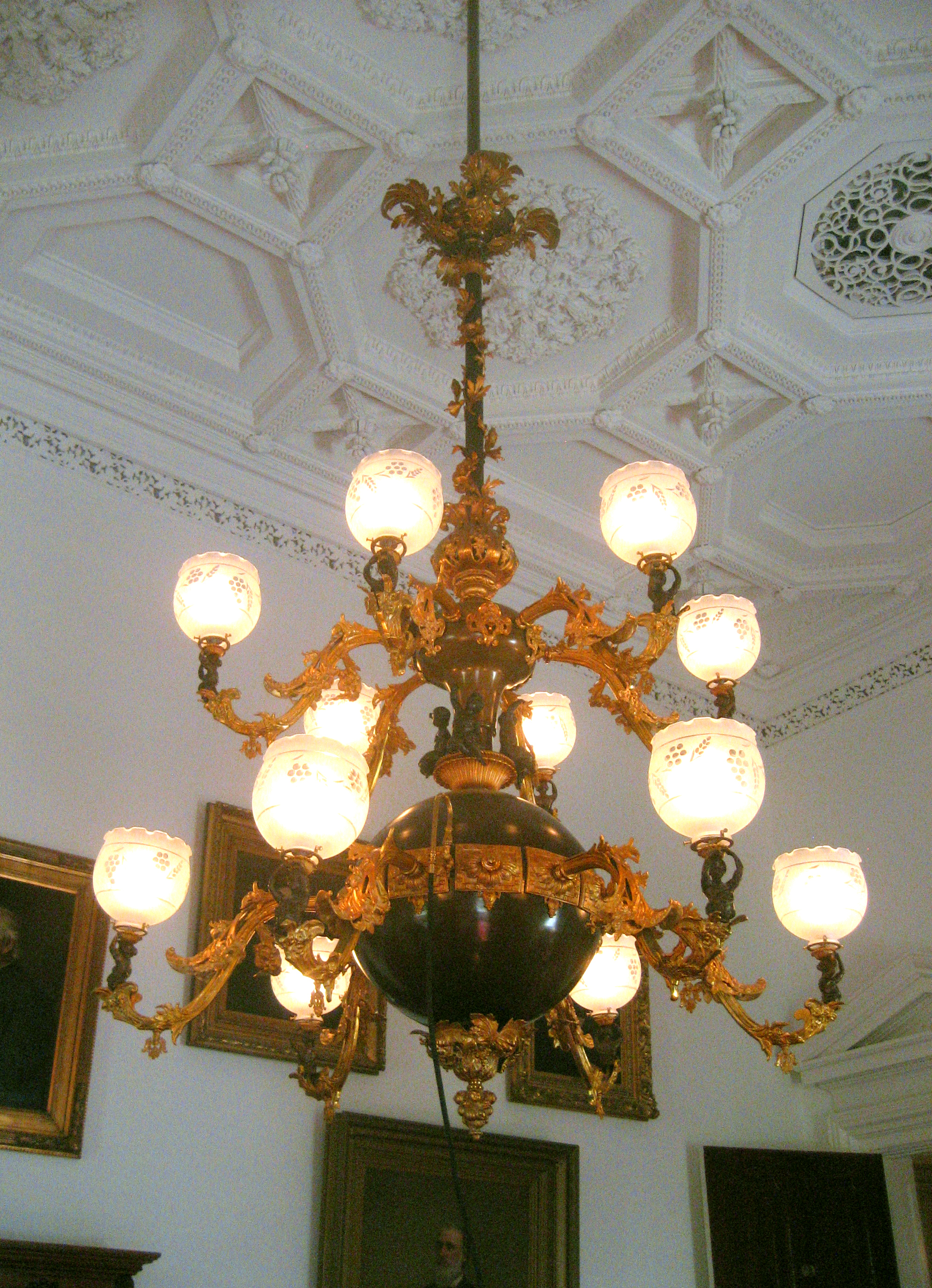
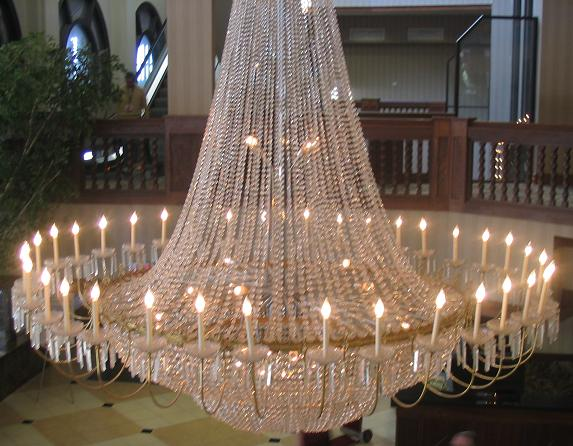
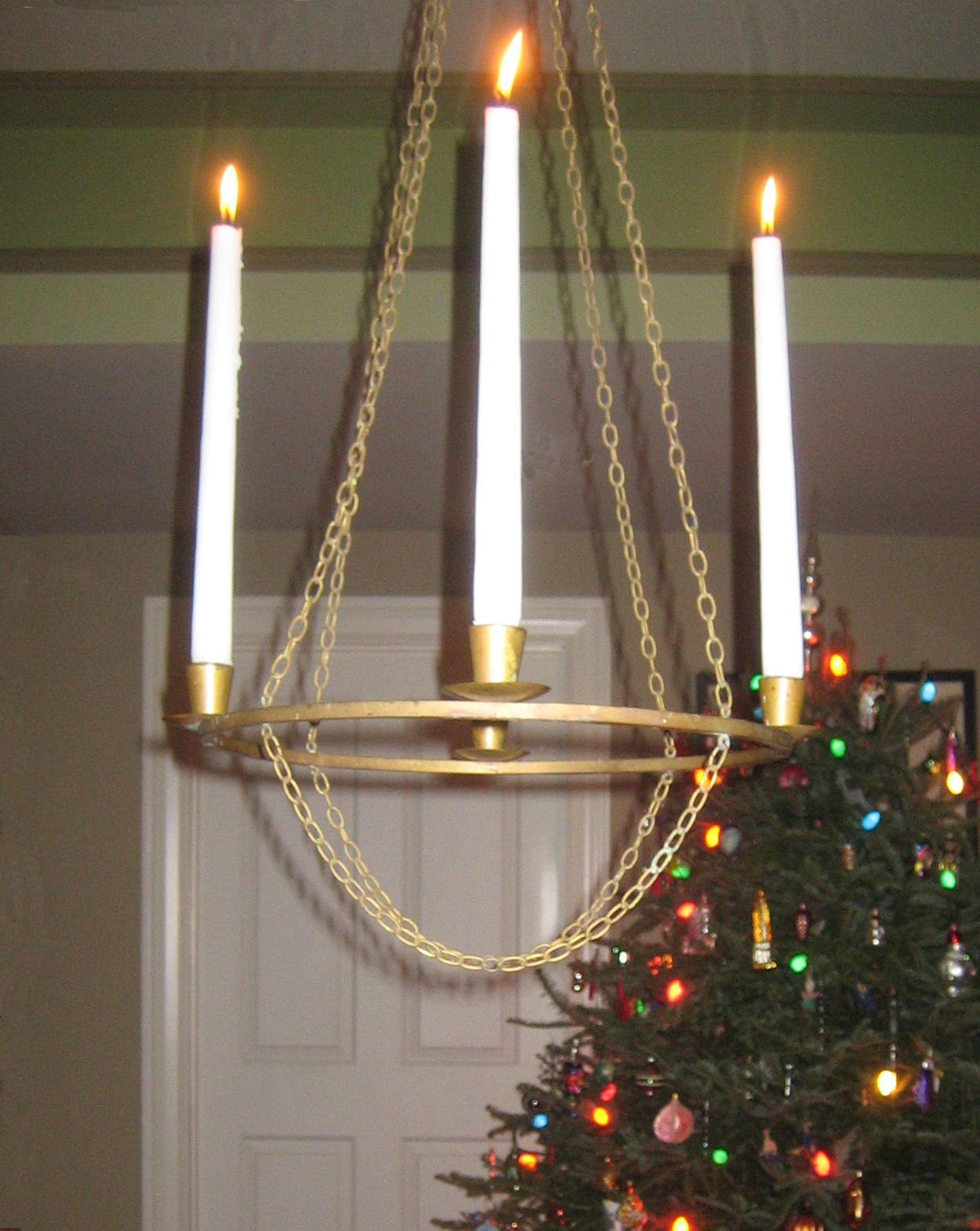
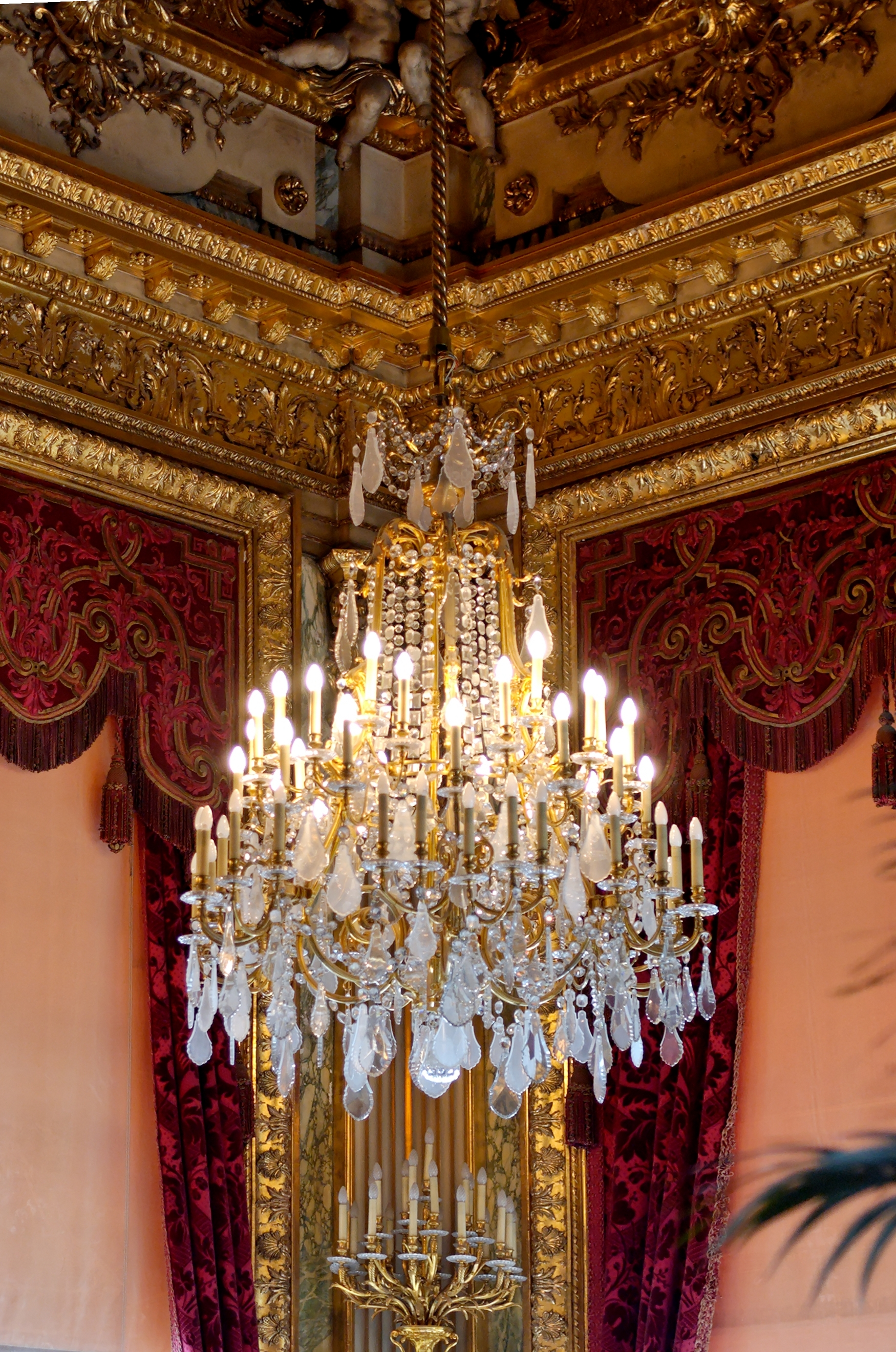
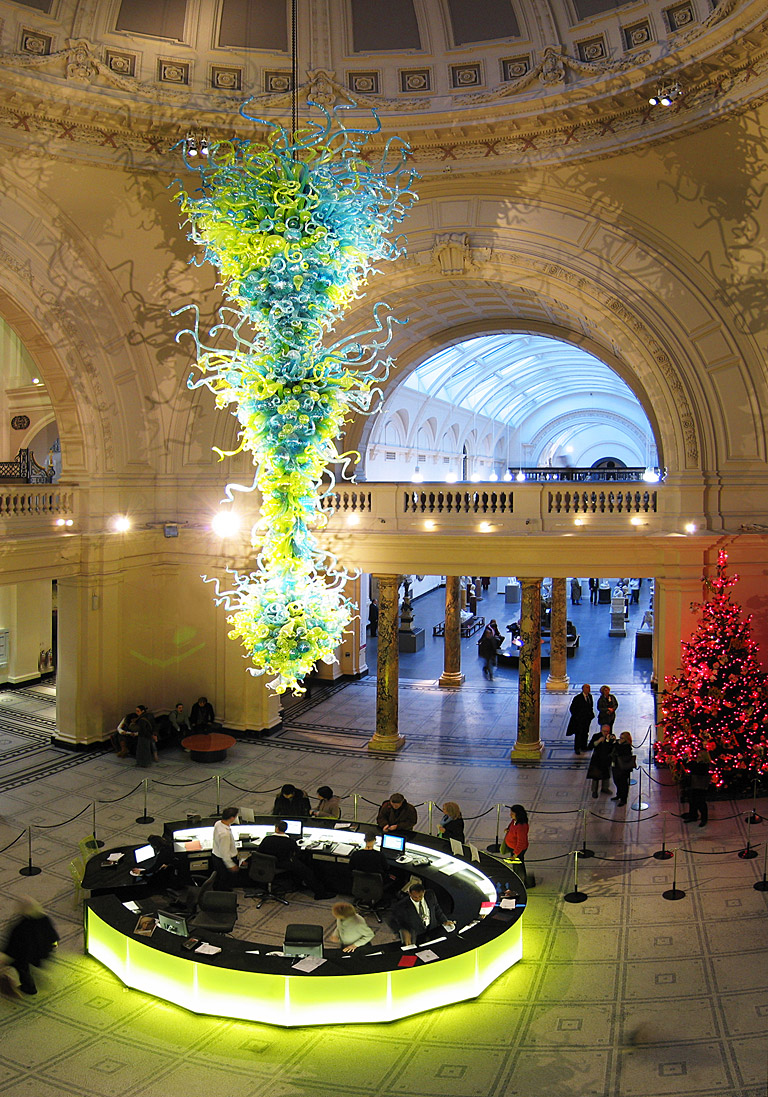
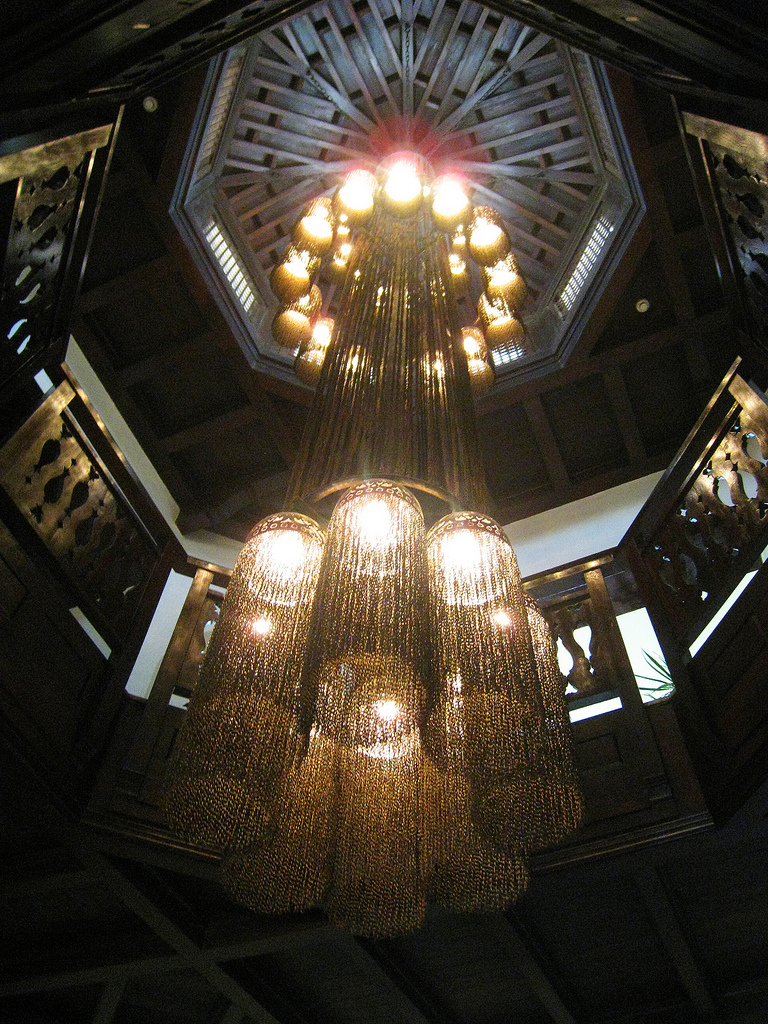
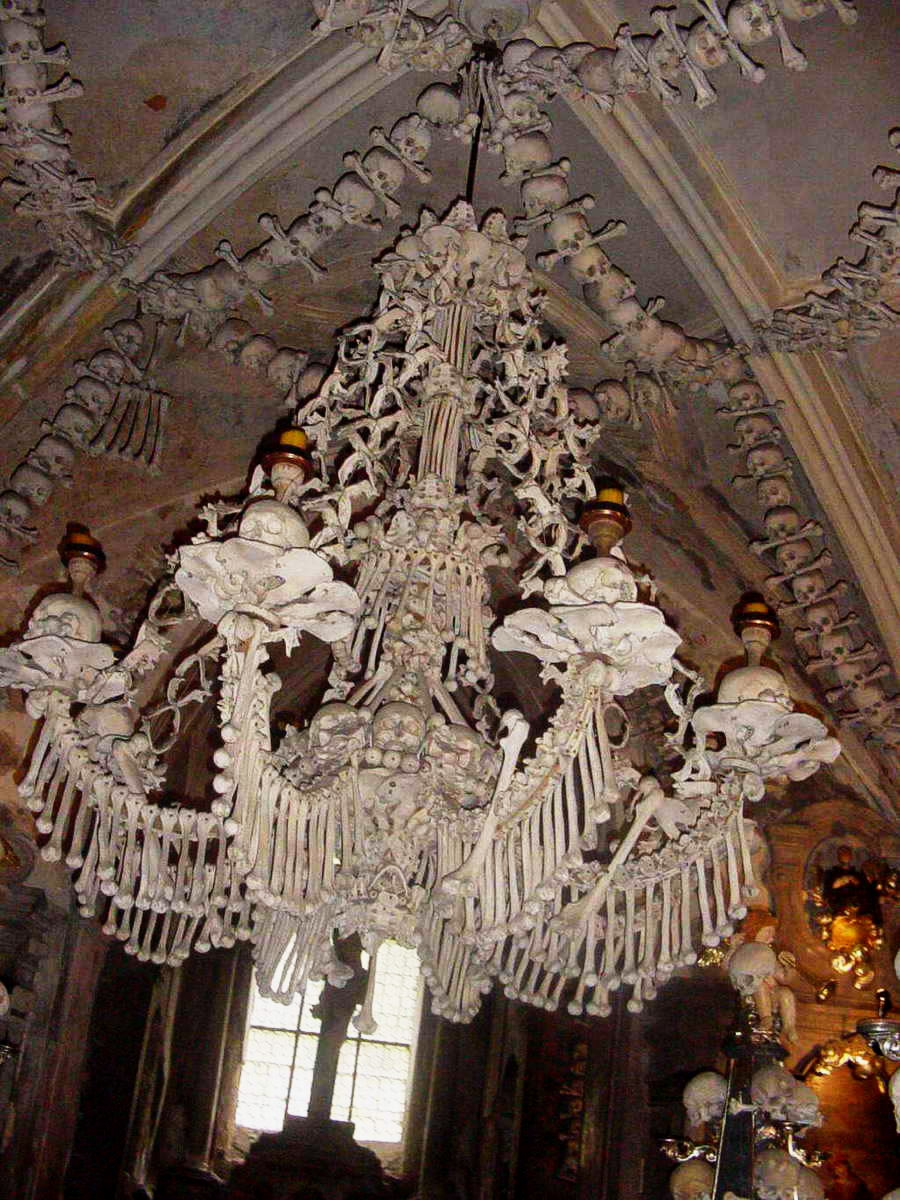
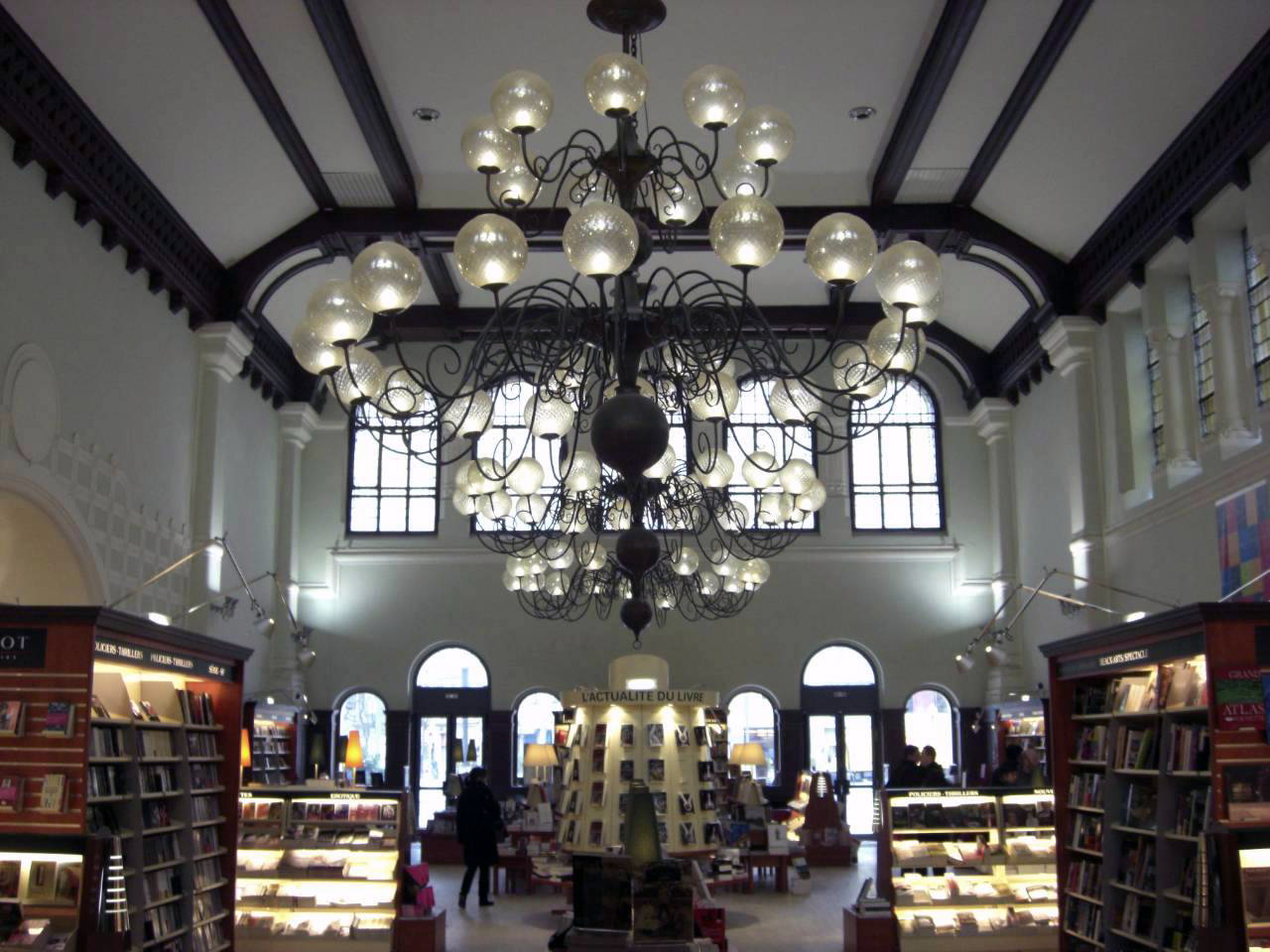
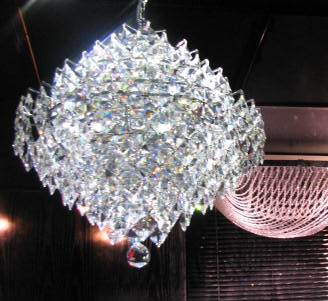
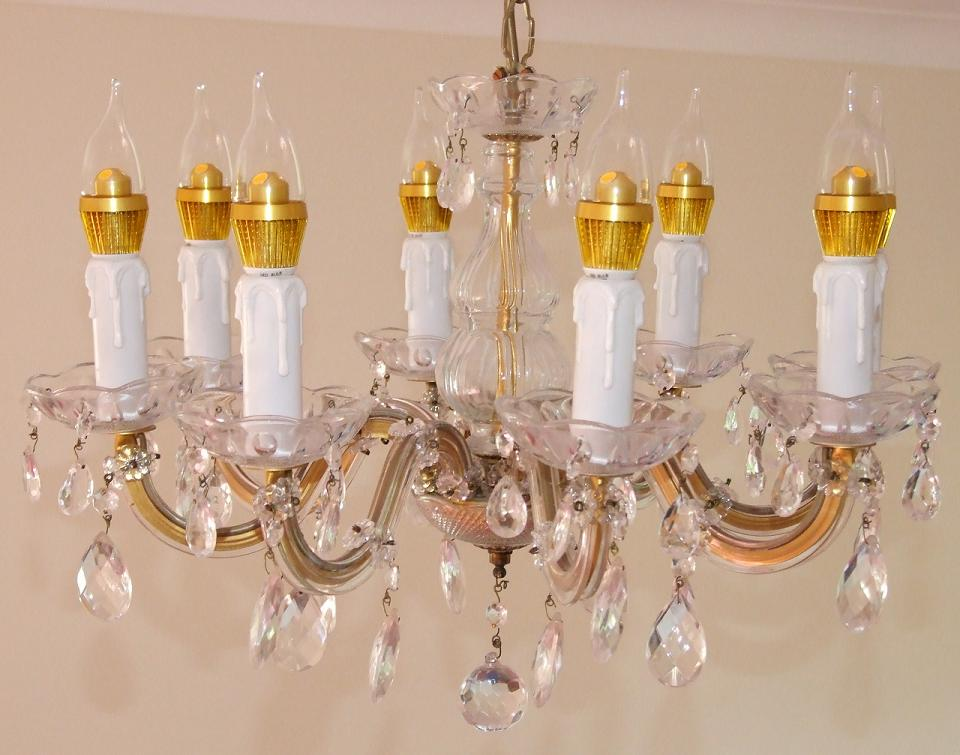
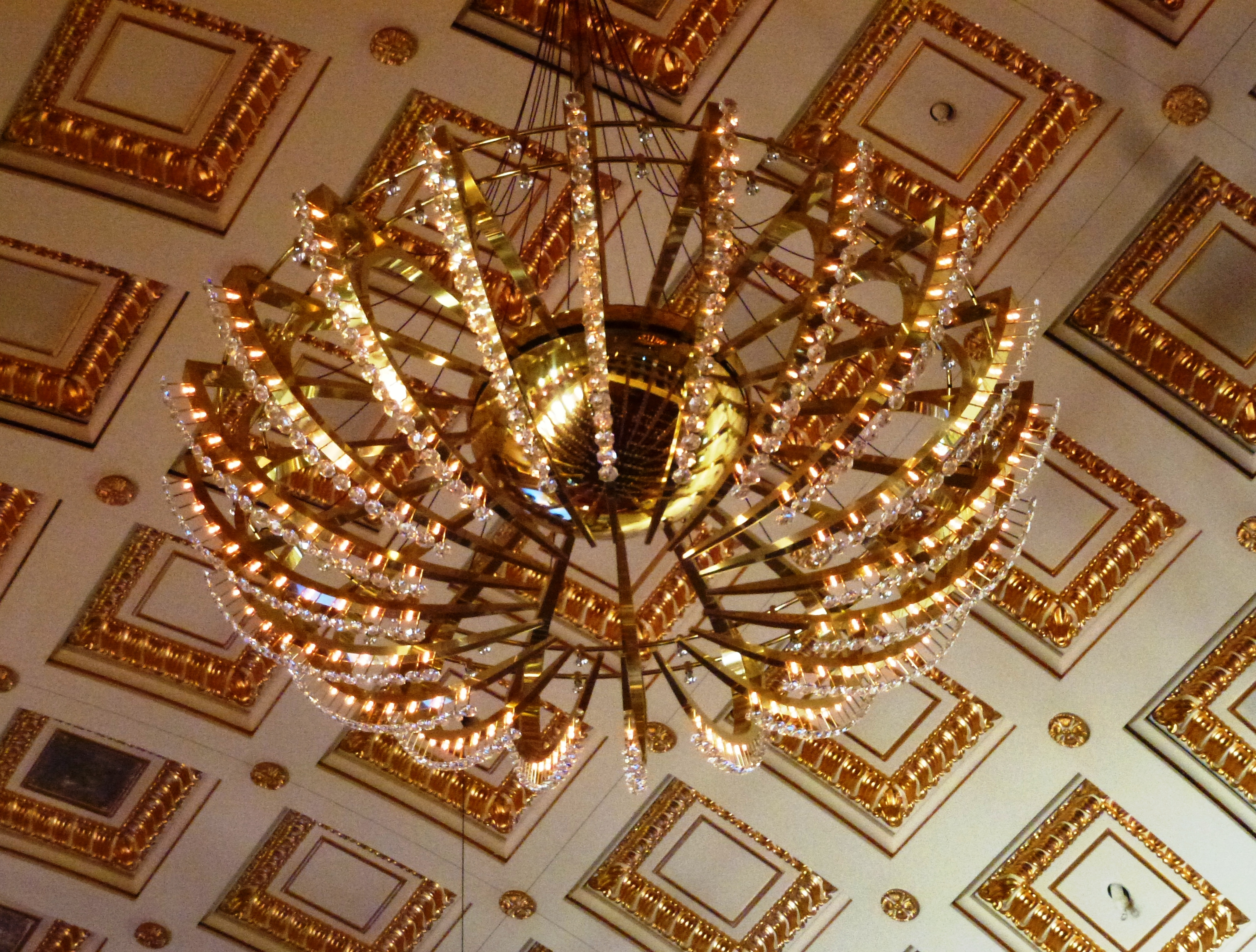
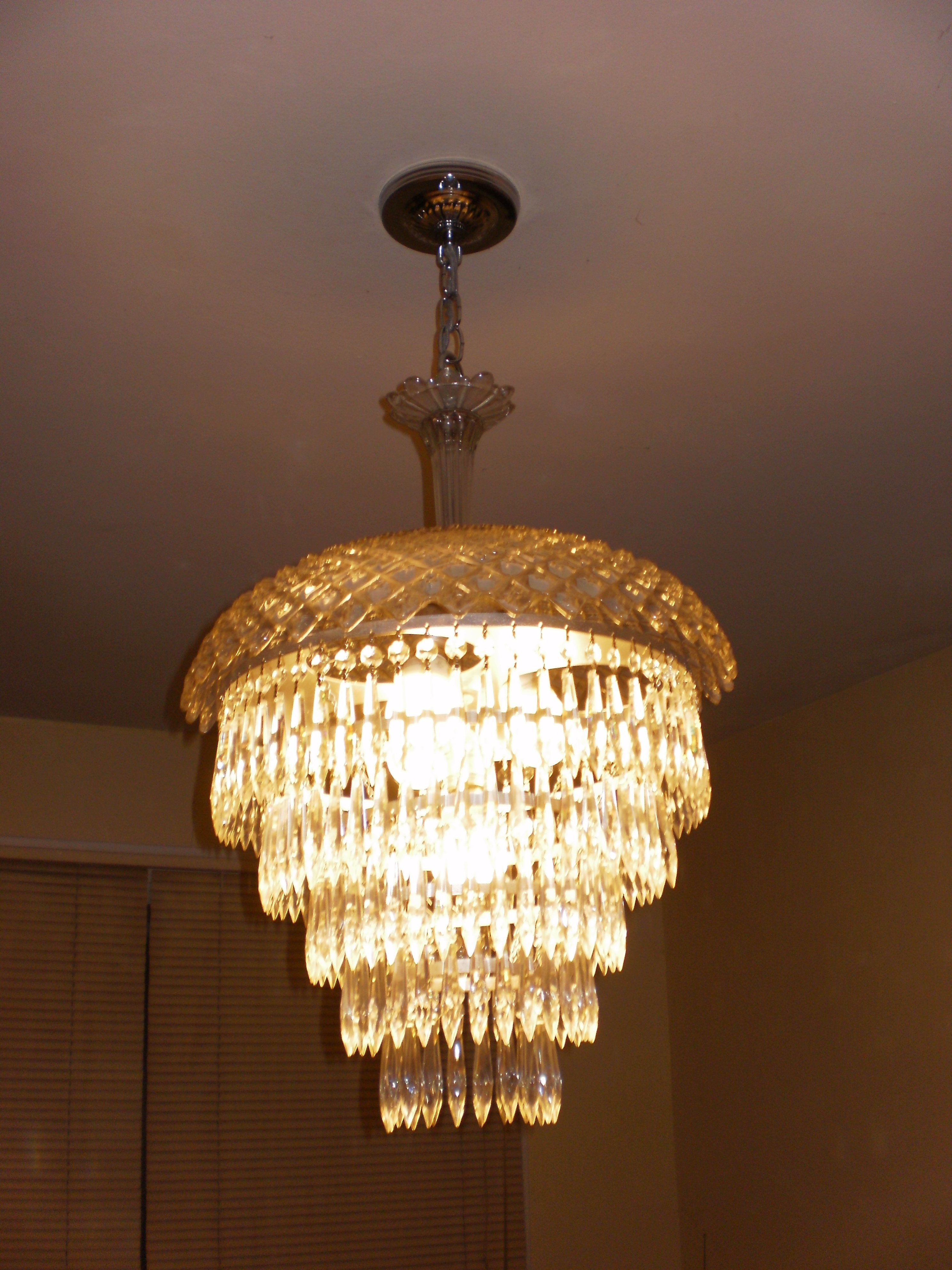
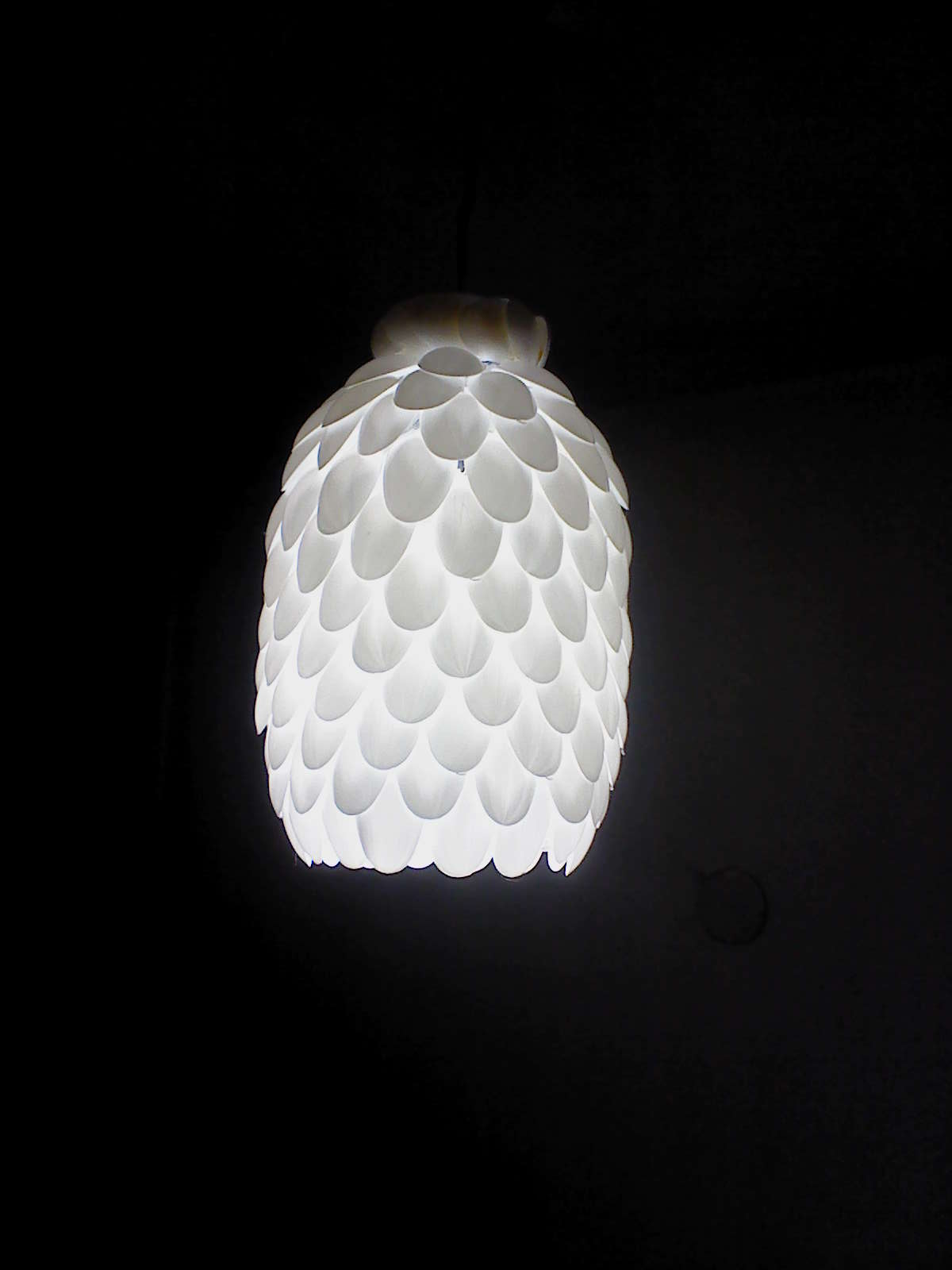
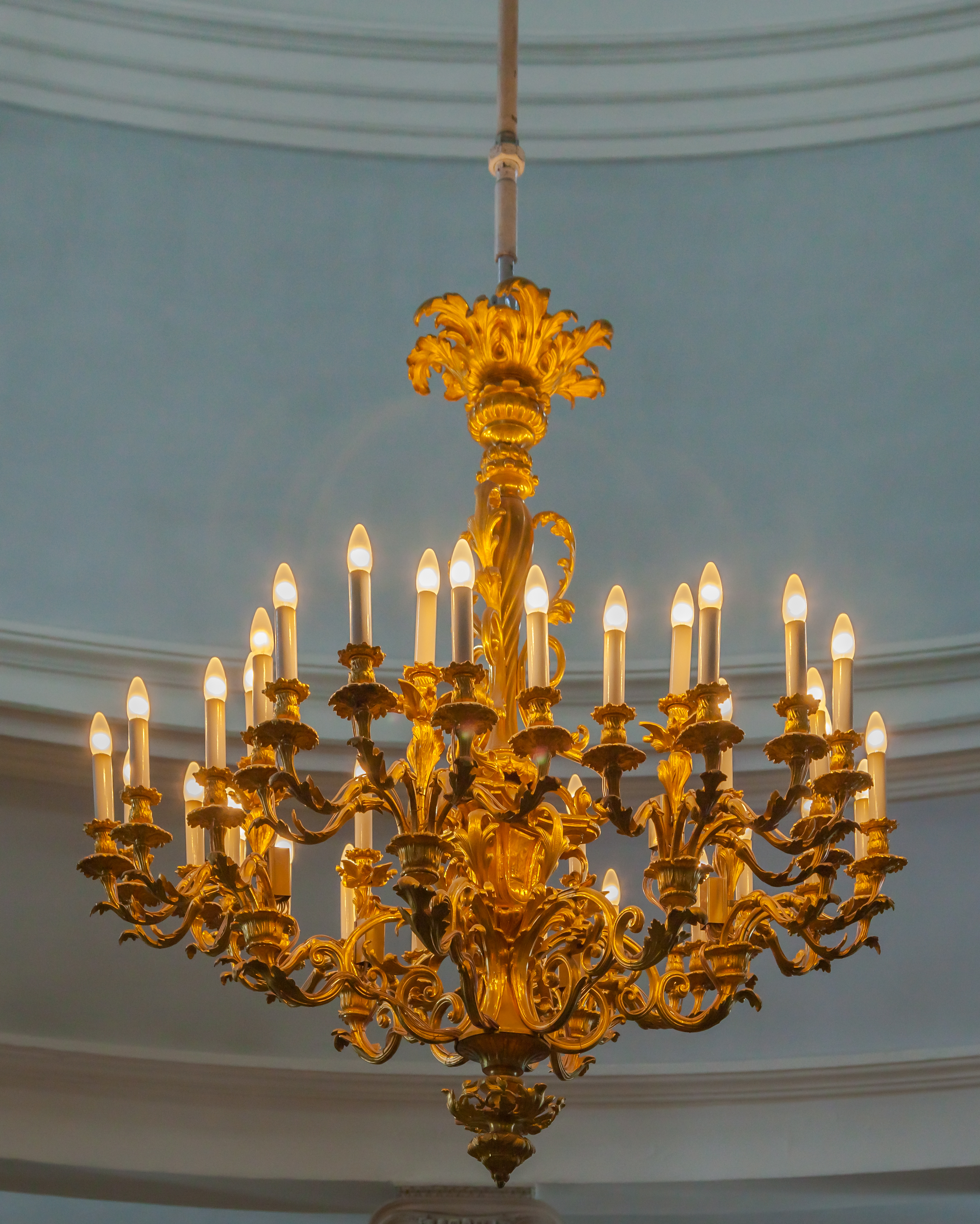